# Mordellochroa milleri
Mordellochroa milleri es una especie de coleóptero de la familia Mordellidae.

## Distribución geográfica
Habita en el sur de Hungría.